# International Journal of Testing
Das International Journal of Testing ist das offizielle Organ der Internationalen Testkommission. Es werden Themen der Testanwendung in den verschiedensten Anwendungsgebieten aufgegriffen. Sie können Theorien, die Forschung oder die Anwendung (Testpraxis) betreffen. Beispiele sind z. B. neue Perspektiven der Testentwicklung und -validierung, die Qualifikation der Testanbieter und Testentwickler, Vergleiche nationaler Unterschiede der Testpraxis, Internationalisierung der Testentwicklung und -anwendung.
Sie wurde 2001 begründet und ist der Nachfolger des bis 1999 herausgegebenen ITC Bulletins.